# Harry Blackmore Whittington
Harry Blackmore Whittington (24 de marzo de 1916 a 20 de junio de 2010) fue un paleontólogo británico miembro de Departamento de Ciencias de la Tierra, Cambridge, y afiliado al Sidney Sussex College, Cambridge. Asistió a la Handsworth Grammar School de Birmingham, y se graduó y seguido de un grado y doctoró en geología en la Universidad de Birmingham. Fue profesor de paleontología en la Universidad de Harvard y luego en la Universidad de Cambridge de 1966 a 1983. Durante una carrera paleontológica que abarcó más de sesenta años, el profesor Whittington logró resultados brillantes en el estudio de los fósiles artrópodos de los principios de la era Paleozoica, con un enfoque particular en trilobites. Entre los principales logros profesor Whittington se encuentran:
- El estudio de la morfología, ecología, y la estratigrafía de los trilobites, junto con su paleogeografía
- El estudio de la fauna de Burgess Shale, lo que llevó al esclarecimiento de la naturaleza de la explosión cámbrica.